# Чужа земля (фільм, 2015)
«Чужа земля» (англ. Strangerland) — австралійсько-ірландський драматичний фільм-трилер, знятий Кім Фаррант. Світова прем'єра стрічки відбулась 23 січня 2015 року на кінофестивалі «Санденс», а в Україні — 5 травня 2016 року. Фільм розповідає про подружжя Кетрін і Меттью Паркер, в яких губляться двоє дітей-підлітків.

## У ролях
- Ніколь Кідман — Кетрін Паркер
- Джозеф Файнс — Меттью Паркер
- Г'юго Вівінг — Девід Рей